# Gheorghe Boncheș
Gheorghe Boncheș (n. 1864, Vatra Dornei, Imperiul Austriac – d. 1929) a fost un deputat român în Dieta Bucovinei și membru în Consiliul Național Român al Bucovinei.
A fost arestat la 27 aprilie 1916 și adus în fața Curții Marțiale din Rădăuți, care l-a achitat. Totuși, a fost deportat și internat în tabăra de la Wilnsdorf, județul Pöggstall, Austria de Jos, iar apoi în lagărul de la Ober Hollabrunn, unde a stat până la 1 noiembrie 1917. Cauza arestării a fost că „făcuse plângere la d-l Fischer împotriva samsarilor de pe lângă Biroul economic al Comandamentului de Jandarmi nr. 13 din Cernăuți”. El arătase în acea plângere că agenții economici Klier, Brodowski, Iosef Moses, făceau afaceri enorme în dauna populației rurale. Haralambie Nichitovici din orașul Suceava, arestat la 12 mai 1918 pentru bănuiala de spionaj în favoarea României, a fost deportat și internat în Austria de Jos, împreună cu Gheorghe Boncheș și descrie cum tăiau lemne prin păduri și săpau prin ogoarele și grădinile nemților din apropierea Vienei ca să-și câștige existența.